# Nokia 8
Nokia 8 — смартфон компании Nokia 2017 года, основанный на операционной системе Android 7.1.1. Позиционируется как флагманский аппарат линейки смартфонов компании на момент своего выхода на рынок.

## Технические характеристики и особенности
Корпус телефона изготавливается из цельного куска алюминия серии 6000. Сверху и снизу корпуса имеются элементы из пластика, под которыми скрыты антенны. Телефон имеет только защиту от брызг воды согласно стандарту (IP54). Экран телефона защищен закаленным стеклом Gorilla Glass 5, без воздушной подушки с поляризатором для уменьшения бликов и олеофобным покрытием.
На аппаратном уровне реализована фирменная технология Nokia OZO, которая дает возможность записи объёмного звука посредством трех встроенных микрофонов.
Объективы ZEISS в основной и фронтальной камере.

### Фото
- Оптика Carl Zeiss
- Разрешение — 13 мегапикселей (до 3248×2448 пикселей), матрица с соотношением сторон 16:9
- Десятикратный цифровой зум
- Пятикратная светодиодная вспышка
- Автофокус c плавающими линзами
- Геометки
- Распознавание лиц

### Видео
- Широкоформатное видео (16:9, WVGA);
- Формат записи видео: mp4 до 3840×2160 пикселей (Full HD 4K) и до 60fps;
- Воспроизведение: 3GPP formats (H.263), ASF, AVI, Flash Video, H.264/AVC, Matroska, MPEG-4, VC-1, WMV 9, XVID;
- Фронтальная камера для видеовызовов

### Навигация
GPS, A-GPS, ГЛОНАСС и цифровой компас

### Операционная система
Смартфон поставляется с операционной системой Android 7.1.1 Nougat компании Google. При желании, можно обновиться до Android 9.0 Pie.

## Комплект поставки
- Телефон Nokia 8
- Зарядное устройство c поддержкой Quick Charge 3.0
- Кабель USB Type-C для зарядки/передачи данных
- Проводная стереогарнитура
- Краткое руководство пользователя
- «Ключик» для открытия лотка SIM

### Варианты цветового оформления корпуса
- Глянцевый индиго
- Глянцевый медный
- Матовый стальной
- Матовый индиго